# Timothy Gowers
William Timothy Gowers FRS (sinh 20 tháng 11 năm 1963 tại Wiltshire) là một nhà toán học người Anh. Ông là giáo sư toán học Rouse Ball tại phòng Toán học thuần túy và Toán học thống kê của đại học Cambridge và là thành viên của trường Trinity College. Năm 1998 ông được trao huy chương Fields cho những nghiên cứu kết nối giữa các lĩnh vực giải tích hàm và toán tổ hợp.

## Giáo dục
Gowers học tại trường King's College, Cambridge, và Eton College tại đây ông nhận được học bổng (King's Scholar). Ông hoàn thành luận án tiến sĩ với tiêu đề 'Các cấu trúc đối xứng trong không gian Banach' tại Đại học Cambridge (Trinity College) năm 1990 dưới sự hướng dẫn của Béla Bollobás.

## Các nghiên cứu nổi bật
- Gowers, W.T. (ngày 6 tháng 5 năm 1992). Maurey, Bernard. “The unconditional basic sequence problem”. Arxiv.org.
- Gowers, W.T. (2001). “A new proof of Szemerédi's theorem”. Geom. Funct. Anal. 11, 465–488.
- Gowers, W.T. (2007). “Hypergraph regularity and the multidimensional Szemerédi theorem”. Ann. Of Math. 166, 897–946.
- Gowers, Timothy (2002). Mathematics: A Very Short Introduction. Oxford Paperbacks. ISBN 978-0192853615.
- Gowers, Timothy biên tập (2008). The Princeton Companion to Mathematics. Princeton University Press. ISBN 978-0691118802.